# Michael S. Hopkins
Michael Scott Hopkins (Lebanon, Misuri; 28 de diciembre de 1968) es un aviador y astronauta estadounidense, coronel en la Fuerza Espacial de los Estados Unidos, y actualmente un astronauta de la NASA. Hopkins fue seleccionado en junio de 2009 como un miembro del NASA Astronaut Group 20. Fue Ingeniero de vuelo en la misión Soyuz TMA-10M/Expedición 37/Expedición 38, lanzada el 25 de septiembre de 2013. Es el primer miembro de su clase en ir al espacio. Michael fue también la primera persona en llevar la Eucaristía al espacio exterior en 2013 luego de obtener permiso de su párroco y de la agencia espacial; gracias a esto él pudo comulgar al menos una vez a la semana durante su estadía en la Estación Espacial Internacional.

## Biografía

### Vida reciente y estudios
Michael Scott Hopkins nació el 28 de diciembre de 1968 en Lebanon, Misuri, pero creció en una granja en Richland, Misuri. Después de graduarse en la School of the Osage High School en Lake of the Ozarks (Misuri) en 1987, ingresó en la Universidad de Illinois en Urbana-Champaign, donde jugó como defensor para el equipo Illinois Fighting Illini football. Se graduó en 1991 como ingeniero aeroespacial. Consiguió un Máster en ingeniería aeroespacial en la Universidad Stanford en 1992.

### Carrera Militar

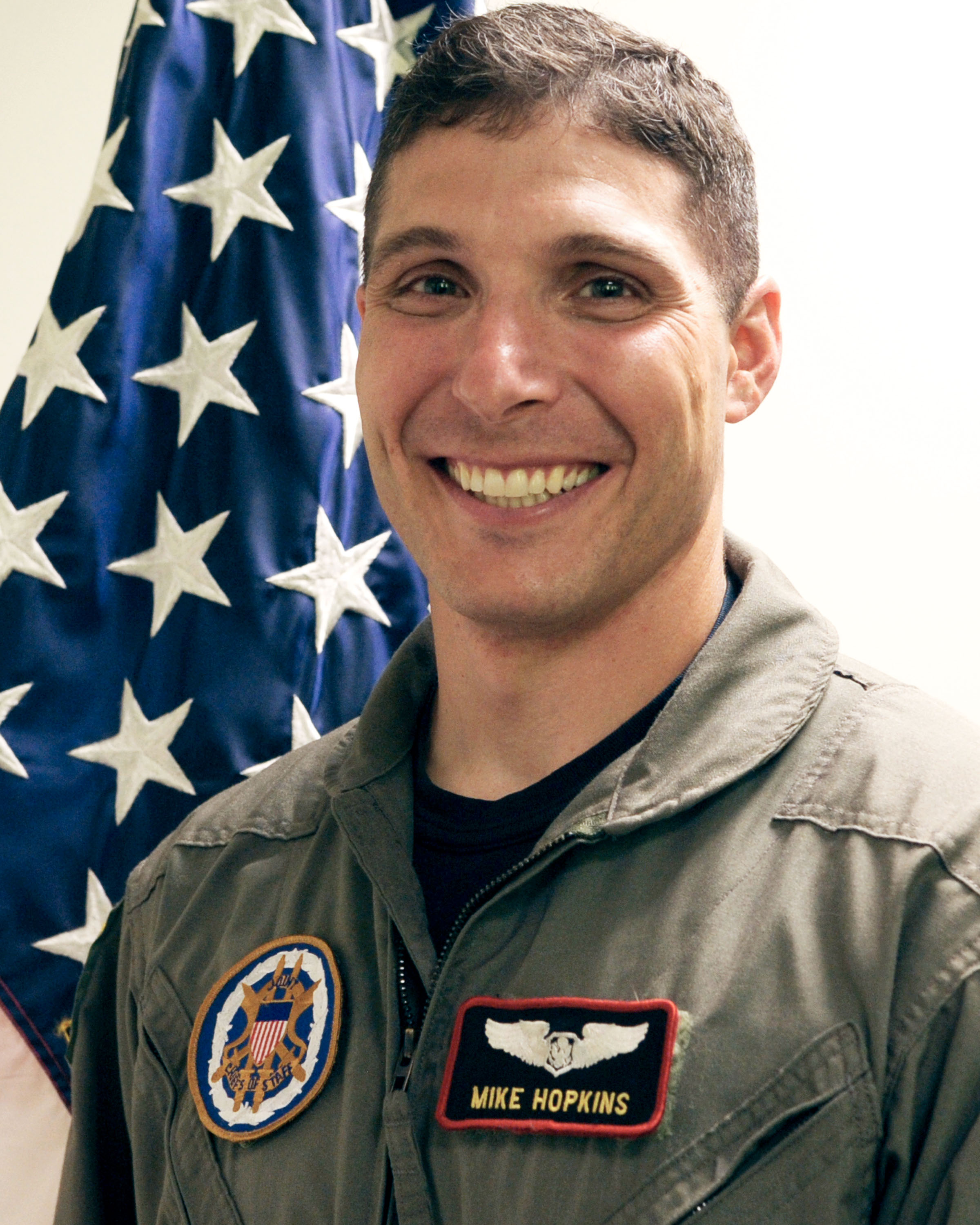
Mike Hopkins con uniforme de piloto mientras servía como asistente especial.

Hopkins fue un miembro del Air Force ROTC y se graduó con distinciones en la Universidad de Illinois. Después de graduado con su licenciatura fue comisionado como subteniente en enero de 1992. Tempranamente en su carrera fue establecido en la Kirtland Air Force Base en Albuquerque, Nuevo México trabajando en tecnologías avanzadas de sistemas espaciales. En 1996 asistió a la U.S. Air Force Test Pilot School como ingeniero de pruebas de vuelo. Se graduó con distinciones en clase 96B y máximo ingeniero de pruebas de vuelo. Seguidamente fue asignado al 418th Flight Test Squadron testeando el C-17 y  el Lockheed C-130 Hercules. En 1999 fue enviado a Canadá en un programa de intercambio. Mientras vivía en Cold Lake, Alberta, trabajó para el Centro de Testeos de Canadá Canadian Flight Test Center. En 2002 fue seleccionado como un Olmsted Scholar por la George and Carol Olmsted Foundation y fue enviado al Defense Language Institute en Monterrey, California estudiando lengua extranjera. Después de seis meses de preparación en lenguaje fue enviado a Italia a estudiar ciencias políticas en la Universidad de Parma. En 2005, Hopkins fue asignado a la U.S. Air Force Rapid Capabilities Project Office en el Pentágono donde trabajó como ingeniero de Proyectos y Administrador de Programas. Seguidamente, en 2008 fue asignado como asistente especial del Vice Chairman of the Joint Chiefs of Staff, el general James Cartwright. Trabajaba para el estado mayor conjunto cuando fue asignado como candidato a astronauta.

### Carrera en la NASA
Hopkins fue seleccionado como candidato por la NASA y la Fuerza Aérea de los Estados Unidos, y comenzó el entrenamiento en el Centro Espacial Lyndon B. Johnson en Houston, Texas. Después del entrenamiento, fue designado como astronauta. Fue lanzado a bordo de la misión Soyuz TMA-10M el 25 de septiembre de 2013 junto con los cosmonautas rusos Oleg Kótov y Serguéi Riazanski, que se acopló a la Estación Espacial Internacional varias horas después. Hopkins permaneció a bordo como un ingeniero de vuelo en la Expedición 37/Expedición 38. Durante su tiempo en la estación espacial, el equipo condujo experimentos de ciencias y mantenimiento de la estación espacial. La misión finalizó con el aterrizaje de la Soyuz en marzo de 2014.

### Matrimonio e Hijos
Hopkins está casado y tiene dos hijos.